# Puerto Cayo
Puerto Cayo ist eine Ortschaft und eine Parroquia rural („ländliches Kirchspiel“) im Kanton Jipijapa der ecuadorianischen Provinz Manabí. Die Parroquia besitzt eine Fläche von 171,3 km². Die Einwohnerzahl lag im Jahr 2010 bei 3398. Die Parroquia wurde am 20. April 1911 eingerichtet.

## Lage
Die Parroquia Puerto Cayo liegt an der Pazifikküste. Im Osten erheben sich die Berge der Cordillera Costanera mit teils Höhen von mehr als 800 m. Der Río Jipijapa durchquert das Areal in westlicher Richtung und mündet bei Puerto Cayo ins Meer. Die südliche Verwaltungsgrenze bildet das Flüsschen Río Salaite. Die Fernstraße E15 (Manta–Santa Elena) führt entlang der Küste und an Puerto Cayo vorbei. Die E483 verbindet Puerto Cajo mit dem 18 km entfernten im Landesinneren gelegenen Kantonshauptort Jipijapa.
Die Parroquia Puerto Cayo grenzt im Nordwesten an Montecristi (Kanton Montecristi), im Nordosten an die Parroquia Membrillal, im Osten an Jipijapa, im Südosten an die Parroquia Julcuy sowie im Süden an die Parroquia Puerto Machalilla (Kanton Puerto López).  

## Siedlungen und Orte
In der Parroquia befinden sich neben dem Hauptort folgende Comunidades:
Río Bravo, La Naranja, Galán Arriba, Manantiales, Cantagallo, Galán Abajo, El Barro, Olina, Motete, La Boca, La Esperanza, Homo, Jurón und Pampas de Olina.

## Wirtschaft
Die Parroquia verfügt über Sandstrände und ist ein beliebtes Touristenziel. Das Areal um den Ort Puerto Cayo wird großflächig für den Bau von Wohngebieten gerodet.

## Ökologie
Der Süden der Parroquia liegt innerhalb des Nationalparks Machalilla.